# ImageNet
База данных ImageNet — проект по созданию и сопровождению массивной базы данных аннотированных изображений, предназначенная для отработки и тестирования методов распознавания образов и машинного зрения. По состоянию на 2017 год  в базу данных было записано более четырнадцати миллионов URL с изображениями, которые прошли ручную аннотацию для ImageNet, в аннотациях перечислялись объекты, попавшие на изображение, и прямоугольники с их координатами. База данных с аннотацией и URL изображений от третьих лиц доступна непосредственно через ImageNet, но при этом сами изображения не принадлежат проекту. С 2010 года ведётся проект ILSVRC (англ. ImageNet Large Scale Visual Recognition Challenge — Кампания по широкомасштабному распознаванию образов в ImageNet), в рамках которого различные программные продукты ежегодно соревнуются в классификации и распознавании объектов и сцен в базе данных ImageNet.

## Состав базы данных
ImageNet использует краудсорсинг для аннотирования изображений.
Аннотации на уровне самих изображений показывают наличие или отсутствие объекта данного класса (например, «на картинке имеется тигр» или «на картинке нет тигров»). На уровне объекта в аннотацию включается прямоугольник с координатами видимой части объекта. ImageNet использует вариант семантической сети WordNet для категоризации объектов, которая достаточно детализирована, например, породы собак представлены 120 классами. Каждому узлу сети WordNet сопоставлены сотни или тысячи изображений, но в среднем на 2016 год — около 500 изображений.
На август 2017 года в ImageNet 14 197 122 изображения, разбитых на 21 841 категорию.

## Кампания ImageNet
С 2010 года в рамках проекта ILSVRC  проводятся соревнования между исследовательскими группами по классификации объектов. ILSVCR возникла по аналогии с небольшой кампанией 2005 года PASCAL VOC, которая располагала набором из 20 тысяч изображений и 20 классов объектов. Существенный прогресс в распознавании образов был достигнут в 2010 году. В 2011 году хорошим результатом считалась ошибка классификации 25 %. В 2012 году система глубокого обучения на основе свёрточной нейронной сети смогла достичь 16 % ошибки; а в следующие годы ошибка упала до нескольких процентов. В 2015 году исследователи констатировали, что программы в определённых задачах проекта ILSVRC превзошли человеческие способности. Однако, как указывала Ольга Руссаковская, одна из организаторов кампании, программы пока должны определять объекты для одной из тысячи категорий, а люди могут распознать большее количество категорий и (в отличие от программ) могут ещё и обозначить контекст изображений.
В 2014 году к кампании подключилось более 50 организаций. В 2015 году исследователей из проекта  Baidu дисквалифицировали на год, потому что они вошли в проект под несколькими разными именами, чтобы обойти ограничения по двум поставкам в неделю. Позднее Baidu заявило, что руководитель группы был уволен, и что будет собрана специальная научно-консультативная группа.